# Tour della nazionale maschile di rugby a 15 delle Tonga 1975
Il Tour della Nazionale di rugby a 15 di Tonga 1975 fu una serie di match disputati dalla nazionale di rugby di Tonga nel 1975 nel corso di un tour in Nuova Zelanda. Non ebbe occasione di affrontare gli All Blacks, ma la selezione dei New Zealand Maori.

## Risultati principali
| Christchurch 5 luglio 1975 | Canterbury | – | Tonga XV |  |

| New Plymouth 19 luglio 1975 | New Zealand Māori | 23 – 16 | Tonga | Rugby Park\| Arbitro: \| Tom Doocey \| |
| Arbitro:                    | Tom Doocey        |         |       |                                        |

| Poukekohe 26 luglio 1975 | Counties | – | Tonga XV |  |

| Auckland 2 agosto 1975 | New Zealand Māori | 37 – 7 | Tonga | Eden Park\| Arbitro: \| Dave Millar \| |
| Arbitro:               | Dave Millar       |        |       |                                        |